# Rio Becheru
O Rio Becheru é um rio da Romênia afluente do Rio Bistriţa, localizado no distrito de Gorj.